# Список умерших в 1232 году

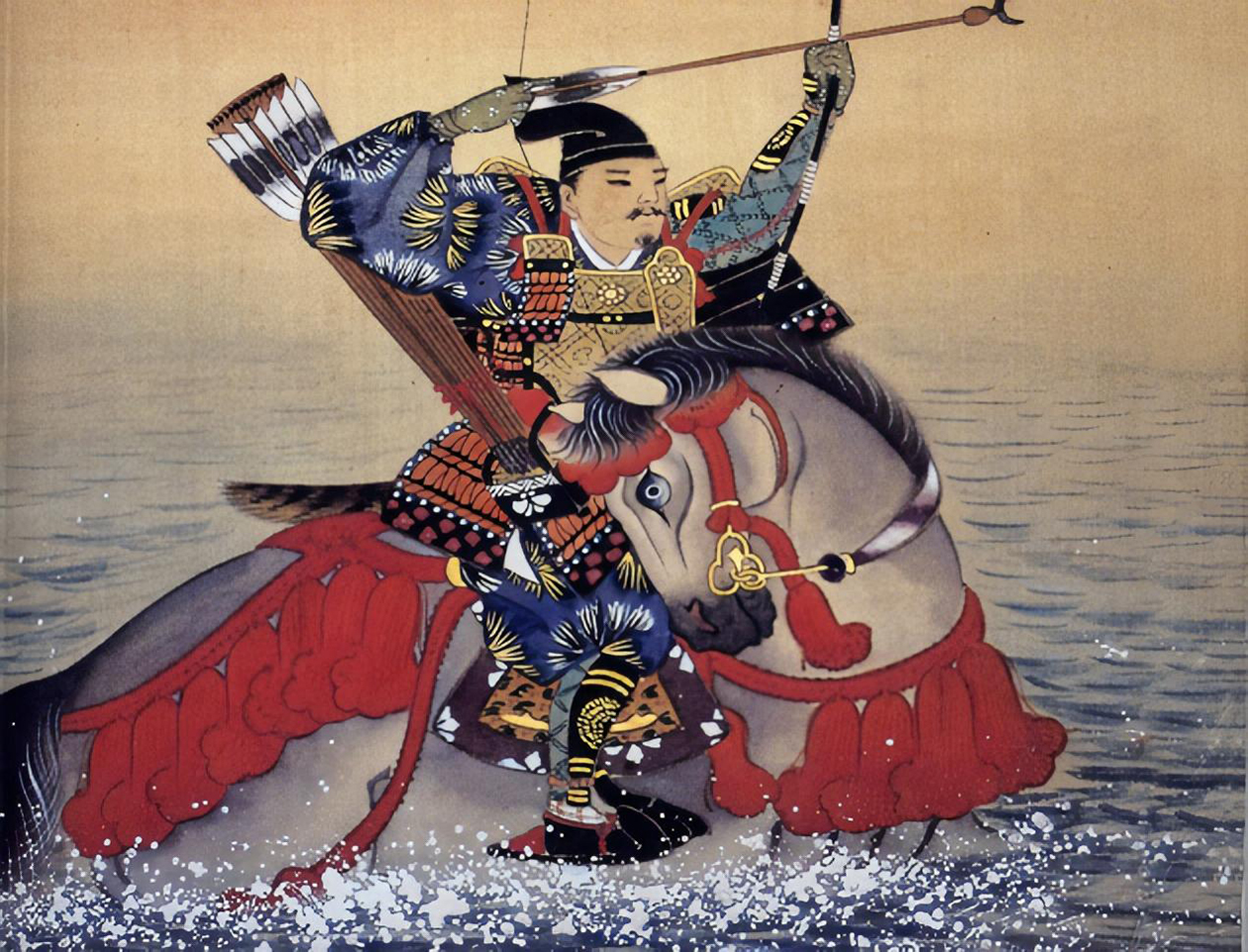
Насу-но Ёити

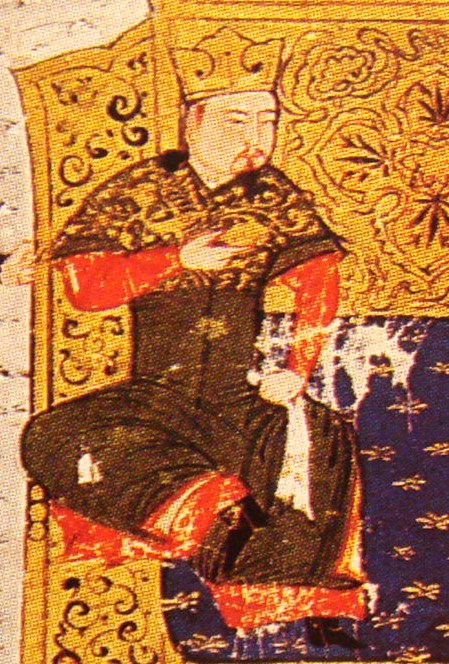
Толуй

В этой статье представлен список известных людей, умерших в 1232 году.
См. также: Категория:Умершие в 1232 году

## Январь
- 19 января — Мёэ (58) — японский монах буддистских школ Кэгон и Сингон, буддистский писатель и поэт.
- 28 января — Монтегю, Пьер де — Великий магистр ордена тамплиеров (1219—1232)

## Апрель
- 10 апреля — Рудольф II — граф Габсбург (1199—1232).

## Июнь
- 7 июня — Вавжинец[англ.] — епископ Вроцлава (1207—1232)

## Август
- 9 августа — Симон де Сулли[фр.] — французский кардинал-священник de S. Cecilia (1231—1232

## Октябрь
- 8 октября — Антоний — архиепископ Новгородский (1210—1218, 1226—1228, 1228—1229), первый епископ Перемышльский (1220—1225), автор «Книги Паломник», святой православной церкви
- 11 октября — Гебхард I фон Плен[нем.] — епископ Пассау (1222—1232)
- 15 октября — Альбрехт I фон Кафенбург[нем.] — епископ Магдебурга (1205—1232)
- 16 октября или 17 октября — Абу Ала аль-Мамун — халиф из династии Альмохадов (1227—1232).
- 28 октября — Ранульф де Блондевиль, англо-нормандский аристократ, 4/6-й граф Честер, виконт д’Авранш и виконт де Байё (с 1181), граф Ричмонд и герцог Бретани (по праву жены) (1189—1199), 1-й граф Линкольн (с 1217).

## Декабрь
- 31 декабря — Патрик I, граф Данбар — граф Данбар (1182—1232)

## Дата неизвестна или требует уточнения
- Азалаис Монферратская[англ.] — жена маркиза Салуццо, регент Салуццо (1215—1218).
- Алан Бассет, английский землевладелец, администратор и дипломат, феодальный барон Уоллингфорда.
- Бенедетта ди Кальяри, юдикесса Кальяри (с 1214).
- Берингер фон Энтринген[нем.] — епископ Шпейера (1224—1232).
- Джон де Браоз — сеньор Брамбера и Гауэра (1221—1232) из дома де Браозов.
- Винцентий из Нялка[англ.] — архиепископ Гнезно (1220—1232)
- Гунтер Прус[англ.] — епископ Плоцка (1227—1232)
- Насу-но Ёити — японский полководец конца XII — начала XIII века.
- Майкл Скот — английский математик, дата смерти предположительна.
- Ростислав Святополчич, князь Пинский (1229—1232).
- Толуй — государственный деятель Монгольской империи, военачальник. Четвёртый, младший сын Чингисхана и Бортэ. Осуществлял регентство в период междуцарствия (1227—1229).
- Уолтер Капелланус[англ.] — епископ Глазго (1207/1208—1232)
- Императрица Янг[англ.] — жена императора Нин-цзуна